# Мессинджер, Рут
Рут Мессингер (англ. Ruth Messinger; род. 6 ноября 1940, Нью-Йорк) — американский политик, член Демократической партии, кандидат на пост мэра Нью-Йорка на выборах 1997 года, глава «American Jewish World Service» («Американская еврейская всемирная служба») (AJWS)
Президент Манхэттена в 1989—1997 годах.

## Биография
Родилась и вырослав Нью-Йорке, Мессингер посещала школу Брирли. Она окончила Рэдклифф-колледж Гарвардского университета в 1962 году. 
Получила степень магистра социальной работы в Университете Оклахомы в 1964 году. 
Замужем за Эндрю Лахманом, своим вторым мужем. У Рут трое детей